# Hannoversche Burschenschaft Alt-Germania
Die Hannoversche Burschenschaft Alt-Germania ist eine in Hannover gegründete farbentragende Studentenverbindung. Die seit 2016 verbandsfreie Burschenschaft war eine von acht Mitgründerinnen der Neuen Deutschen Burschenschaft (NeueDB).

## Geschichte
Die Alt-Germania war ursprünglich am 15. Oktober 1874 als freischlagende Verbindung an der Königlich Hannoverschen Rossarzneischule, der heutigen Tierärztliche Hochschule Hannover, gegründet worden. Ihre fünf Gründungsburschen waren zu dieser Zeit die einzigen nichtkorporierten Studenten an der Hochschule. Da sie sich nicht den Konventionen und Sitten der bestehenden Verbindungen unterwerfen wollten, schlossen sie sich kurzerhand zu einer eigenständigen Verbindung zusammen.
Angesichts der allgemeinen Begeisterung der damaligen Zeit für das neu gegründete Deutsche Reich 1871 wählten sie die Reichsfarben Schwarz-Weiß-Rot als Bundesfarben.
Während der NS-Zeit mussten sich die aktiven Burschenschaften auflösen und in Kameradschaften des NS-Studentenbundes umwandeln. Alt-Germania existierte so als Kameradschaft Wehrwolf weiter, pflegte aber intern burschenschaftliche Traditionen weiter und schlug auch einzelne illegale Mensuren.
Im Geschäftsjahr 1978/79 übernahm Alt-Germania den Vorsitz der Deutschen Burschenschaft.
Mitte der 1990er Jahre kam es über die Frage der Aufnahme von Kriegsdienstverweigerern zum Bruch mit dem traditionellen burschenschaftlichen Verband, der Deutschen Burschenschaft (DB). Die Alt-Germanen wollten entgegen einer – inzwischen nicht mehr bestehenden – Vorschrift der DB, dass ein Kriegsdienstverweigerer nicht Mitglied einer DB-Mitgliedsvereinigung werden dürfe, einen solchen aufnehmen. Der damaligen Ansicht der DB, Kriegsdienstverweigerung widerspräche der wehrhaften Tradition von Burschenschaften, setzten die Alt-Germanen die Prinzipien der Gewissensfreiheit und individuellen Eigenverantwortlichkeit entgegen, die ihrer Meinung nach in einem modernen burschenschaftlichen Verständnis höher bewertet werden müssten. Nachdem sich die Alt-Germanen auch schon zuvor wiederholt für Reformen innerhalb des DB eingesetzt hatten, kam es nun im Jahre 1996 auf dem Hause der Alt-Germania in Hannover zur Gründung der Neuen Deutschen Burschenschaft. Mit Beschluss vom 17. Dezember 2016 verlässt die Alt-Germania die Neue Deutsche Burschenschaft und tritt als erster Gründungsbund nach 20 Jahren aus dem Verband aus.

## Fechten und Mensur
Die Burschenschaft Alt-Germania pflegt das fakultative Prinzip, das heißt, alle Mitglieder müssen die Technik des Akademischen Fechtens bis zur so genannten Mensurreife erlernen. Das Schlagen einer scharfen Mensur ist jedem Einzelnen freigestellt.

## Bekannte Mitglieder
- Peter Friedrich Brosch (* 1934), Elektroingenieur und Hochschullehrer
- Jürgen Probst (1927–2016), Unfallchirurg und Hochschullehrer
- Diedrich Smidt (1931–2018), Veterinärmediziner und Agrarwissenschaftler
- Otto C. Straub (1930–2021), Veterinärmediziner und Hochschullehrer
- Wolfgang Tölsner (* 1948), Ingenieur und Manager
- Gerhard Wachter (1929–2004), Tierarzt, Generalleutnant, Präsident der Hochschule der Bundeswehr München